# Camarana unica
Camarana unica is een hooiwagen uit de familie Gonyleptidae. De wetenschappelijke naam van Camarana unica gaat terug op B. Soares.